# Vladislav Bykanov
Vladislav Bykanov (Hebreeuws: ולדיסלב ביקנוב, Russisch: Владислав Биканов, Lviv, 19 november 1989) is een Israëlische shorttracker en langebaanschaatser.

## Biografie
In 1994 verhuisde Bykanov van Oekraïne naar het noorden van Israël, in Kirjat Sjmona, ingeklemd tussen de bergen van de streek Galilea waar hij in Maälot bij de enige ijsbaan van het land in aanraking kwam met de schaatssport. Eind jaren '90 kwam Bykanov in contact met coaches en kinderen uit de Sovjet-Unie voor een speciaal programma om het shorttracken op poten te zetten. Bykanov was al vroeg goed en kon als een van de weinigen voor wedstrijden naar Italië en Duitsland reizen. Hierna kwam hij in contact met Jeroen Otter om mee te trainen in Calgary. Destijds was hij coach van België met een internationale groep shorttrackers. Bykanov debuteerde in november 2005 in Den Haag op de wereldbeker shorttrack. In het seizoen 2010/2011 behaalde hij zijn eerste top tien-finishes in de wereldbeker met een zesde plaats op de 500 meter in Shanghai en een negende plaats op de 1000 meter in Moskou. Sinds seizoen 2015/2016 is hij bij Otter opgenomen in de Nationale trainingselectie shorttrack (NTS) waar hij zich doorontwikkelde. Naast shorttrack volgt hij een studie Management & Economics en dankzij een topsportstatus kan hij in zijn diensttijd doortrainen.
Bykanov wist zich in november 2013 te kwalificeren voor de Olympische Winterspelen in Sochi op drie individuele afstanden. Daarmee was hij de eerste Israëlische shorttrack-atleet die hiervoor uitkwam en was hij tijdens de openingsceremonie de drager van de vlag. Op het EK shorttrack 2015 van 23 tot en met 25 januari 2015 in Dordrecht won Bykanov de 3000m superfinale van Viktor An. Op 13 februari 2016 zorgde Bykanov tijdens de wereldbekerfinale, eveneens in Dordrecht, ook voor een historische gebeurtenis met de eerste Israëlische zege op de 1500 meter. Het was the day after waarop hij zijn teamgenoot Sjinkie Knegt als klassementsleider, die hard ten val kwam, een hart onder de riem wilde steken. In oktober 2016 wist Bykanov onder de langebaan-limiettijden te rijden op de 1000, 1500 en 5000 meter wat tevens persoonlijke records opleverde. Tijdens het EK shorttrack 2018 in Dresden won Bykanov goud op de 3000 meter, zilver op het overall-klassement en brons op de 1500 meter. Op 14 december 2018 maakte Bykanov zijn wereldbekerdebuut op de massastart in het langebaanschaatsen.
Bykanov slaat seizoen 2022/2023 over vanwege een versleten rechterheup waaraan hij zich laten opereren door chirurg Koen de Smet die een metalen kom op het bovenste deel van zijn rechterheup zal aanbrengen.

## Persoonlijk
Bykanov heeft een relatie met shorttracker Rianne Jorritsma, zus van langebaanschaatser Gerben Jorritsma.

## Persoonlijke records

### Shorttrack
| Afstand    | Land | Stad           | Datum            | Tijd     |
| ---------- | ---- | -------------- | ---------------- | -------- |
| 500 meter  | CAN  | Montreal       | 15 maart 2014    | 40,823   |
| 1000 meter | USA  | Salt Lake City | 12 november 2016 | 1:23,251 |
| 1500 meter | CHN  | Peking         | 9 februari 2022  | 2:09,932 |
| 3000 meter | NED  | Dordrecht      | 25 januari 2015  | 4:54,151 |

### Langebaan
| Afstand    | Tijd    | Datum           | Baan       |
| ---------- | ------- | --------------- | ---------- |
| 500 meter  | 0 37,62 | 22 oktober 2016 | Calgary    |
| 1000 meter | 1.11,69 | 22 oktober 2016 | Calgary    |
| 1500 meter | 1.49,91 | 23 oktober 2016 | Calgary    |
| 3000 meter | 3.54,49 | 5 januari 2019  | Heerenveen |
| 5000 meter | 6.39,99 | 21 oktober 2016 | Calgary    |